# 小行星8195
小行星8195（英語：8195）是一颗围绕太阳公转的小行星。1993年10月19日，埃莉諾·赫琳在帕洛马山发现了此天体。
这颗小行星的绝对星等为80.30350等。